# Karl Hoefner
Karl Borromäus Ludwig Hoefner (* 2. November 1886 in Weitra; † 19. August 1954 in Kleineberharts bei Waidhofen an der Thaya) war ein österreichischer Künstler und Kunstpädagoge.

## Leben
Karl Hoefner war Maler, Zeichner, Grafiker und Fotograf. Er stammte aus bürgerlichem Umfeld und war jüdischer Herkunft. Schon in der Mittelschule, im Theresianum und im Elisabethgymnasium in Wien, erkannte man sein bildnerisches Talent. Nach dem Abitur studierte er in Wien zunächst Jura und Kunstgeschichte. Am Kunsthistorischen Institut in Wien waren seine Lehrer Hans Dvorak und Julius von Schlosser. Doch schon von 1906 an studierte er an der „Allgemeinen Malerschule“ in der Akademie der bildenden Künste Wien und arbeitete in einer Klasse mit Anton Faistauer, Josef Dobrowsky, Franz Wiegele, Anton Kolig und Egon Schiele. 1909/10 unterbrach er sein Studium für den Militärdienst und wurde zum Leutnant ausgebildet. Währenddessen entschied er sich, hauptberuflich nicht Künstler zu werden, sondern schloss 1912 die Lehramtsprüfung aus Freihandzeichnen ab. Seine Assistenzjahre verbrachte er in Baden, Stockerau und schließlich in Waidhofen an der Thaya. Von 1914 bis 1918 nahm Hoefner am Kriegsgeschehen als Oberleutnant an der Ost- und Südfront teil.
Nach dem Zusammenbruch der Monarchie besuchte er an der Akademie der bildenden Künste Wien die „Spezialschule Grafik“ von Ferdinand Schmutzer. Nach der Heirat mit der Waidhofenerin Marianne Müllner 1922 blieb er in Waidhofen an der Thaya ansässig und wurde Mittelschullehrer. 1938 wurde er vom Dienst suspendiert, konnte aber 1945/46 wieder als Zeichenlehrer unterrichten. 1952 musste er aus gesundheitlichen Gründen in den Ruhestand versetzt werden und starb 1954 im Waldviertel.

## Werke
Karl Hoefner hat neben seiner Unterrichtstätigkeit ein großes Werk hinterlassen, das sich jedoch zumeist in Privatbesitz befindet. Neben Malerei und Zeichnung wurde er auch für seine Radierungen und Fotografien bekannt. An der Akademie der bildenden Künste waren seine Lehrer zunächst Christian Griepenkerl, Julius Schmid und Rudolf Bacher. Er war Mitglied des Albrecht Dürer Bundes und der Vereinigung der bildenden Künstler Österreichs und stellte u. a. im Künstlerhaus, im Salon Gustav Pisko und in der Secession aus. Seit den 1920er Jahren widmete er sich verstärkt der Radierung und seit den 1930er Jahren auch der Fotografie.
Studienaufenthalte bei Adolf Hölzel in Stuttgart und bei Hans von Hayek in Dachau ergänzten und erweiterten seine akademische Ausbildung. Sein Kontakt zu Otto Ubbelohde präzisierte dann auch sein grafisches Talent. Karl Hoefner stand den verschiedenen Strömungen und künstlerischen Richtungen in Wien und Österreich immer offen gegenüber. Es lassen sich daher unterschiedliche Beeinflussungen in seinem Werk feststellen, wobei die akademische Grundausbildung aus dem Historismus stammend ebenso zum Tragen kommt, wie der Jugendstil, der Secessionismus, der Expressionismus und schließlich der Stimmungsimpressionismus. Dies alles wandte er zumeist parallel und nicht chronologisch an und erst nach dem Ersten Weltkrieg kristallisierte sich sein eigenes und persönliches Stilempfinden heraus, das von der plein-air-Malerei und dem Stimmungsimpressionismus dominiert wurde.
Sein zurückgezogenes Leben in Waidhofen an der Thaya verwehrte ihm öffentliche Anerkennung, und sein Arbeitsverbot während der Nazi-Diktatur verhinderte Ausstellungsbeteiligungen. Karl Hoefner ist insofern ein typischer Repräsentant der gesellschaftlichen Verhältnisse in der ersten Hälfte des Zwanzigsten Jahrhunderts in Österreich und besitzt durch sein künstlerisches Werk besonders aus den 1920er und 1930er Jahren überregionale Bedeutung.